# Ultravioletfilter
Een ultravioletfilter of uv-filter is een chemische stof met als functie de huid of het haar te beschermen tegen de schadelijke gevolgen van blootstelling aan ultravioletstralen, en die o.a. gebruikt wordt in zonnebrandcrèmes en –lotions en andere cosmetische producten. De stof wordt ook gebruikt in oppervlakken van meubels en in verf om het lichtvaster te maken. Deze filters bevatten één of meer UV-B-filters (UV-B-straling is de schadelijkste uv-straling), en vaak ook nog UV-A-filters. Uv-filters zijn meestal synthetische organische stoffen, die een reversibele chemische omzetting ondergaan bij contact met uv-licht, en de energie daarvan weer afstaan in de vorm van warmte of infraroodstraling. Sommige zijn anorganisch van aard, zoals titaandioxide en zinkoxide, die niet chemisch maar fysisch werken; dat wil zeggen dat ze de invallende uv-stralen reflecteren.
In de Europese Unie wordt een uv-filter enkel voor menselijk gebruik toegelaten na uitgebreide toxicologische veiligheidstests. Als het product deze tests doorstaat wordt het opgenomen in een lijst van toegelaten producten (de bijlage VII aan de "Richtlijn 76/768/EEG betreffende de onderlinge aanpassing van de wetgevingen der Lid-Staten inzake cosmetische producten": lijst van uv-filters die in cosmetische producten mogen voorkomen). De lijst wordt regelmatig aangepast. In de Verenigde Staten regelt de Food and Drug Administration (FDA) de toelating van uv-filters voor zonnecrèmes.
In 2001 ontstond er ongerustheid over de veiligheid van uv-filters naar aanleiding van een artikel van Margret Schlumpf e.a. Uit deze studie bleek dat een aantal geteste uv-filters oestrogene effecten vertoonden. De Europese Commissie liet daarop een comité van experten deze studie en de gebruikte testmethoden in de Europese Unie evalueren, en dit kwam tot de conclusie dat de toegelaten uv-filters geen mogelijk nadelige oestrogene effecten konden veroorzaken.
Naast UV filter hanteert de Europese Unie ook de term UV absorber. Een UV absorber is een chemische stof die het product zelf, waarvan het een ingrediënt is, beschermt tegen de invloeden van uv-straling. Zeer vele cosmetische producten (onder meer lippenstift, haar- en huidverzorgingsproducten) bevatten kleine hoeveelheden UV absorbers. Deze worden ook gebruikt in materialen en producten die aan de buitenlucht zijn blootgesteld om ze langer te beschermen tegen ultraviolet licht, waardoor ze zouden verkleuren, bros worden en dergelijke: dit is het geval in onder meer plastics (bijvoorbeeld pvc-platen), verf voor buiten, autolakken enz.
Uiteraard zijn de meeste uv-filters tevens UV absorbers.
Organische uv-filters en/of absorbers zijn onder meer:
- p-aminobenzoëzuur (CAS-nummer 150-13-0) en afgeleide stoffen;
- benzofenon (CAS-nummer 119-61-9) en afgeleide stoffen waaronder oxybenzon of Benzofenon-3 (CAS-nummer 131-57-7)
- van kamfer afgeleide stoffen zoals bornelon (CAS-nummer 2226-11-1)
- cinnamaten, waaronder octylmethoxycinnamaat (CAS-nummer 5466-77-3) en cinoxaat (CAS-nummer 104-28-9) zijn UV-B-filters
- salicylaten, waaronder homosalaat (CAS-nummer 118-56-9)
- dibenzoylmethanen, waaronder avobenzon of Butyl methoxydibenzoylmethane (CAS-nummer 70356-09-1); dit is een UV-A-filter
- octyltriazon (CAS-nummer 88122-99-0)
- imidazolen.